# نوگردن
نوگردن ، روستایی است از توابع بخش مرکزی شهرستان آمل در استان مازندران ایران.

## جمعیت
این روستا در دهستان بالاخیابان لیتکوه قرار داشته و براساس آخرین سرشماری مرکز آمار ایران که در سال ۱۳۸۵ صورت گرفته، جمعیت آن ۳۸۱ نفر (۸۵ خانوار) بوده‌است .
محلی است بسیار زیبا در انتهای جاده ی مسحور کننده به طول تقریبی 2 کیلومتر. این امام زاده از نوادگان امام حسن مجتبی علیه السلام می باشد.